# Convento de Nuestra Señora del Rosario (Madrid)
El convento de Nuestra Señora del Rosario fue un convento masculino desaparecido de la orden dominica en Madrid

## Historia
El convento fue fundado por dominicos en 1632. En un principio estuvo situado en la calle de la Luna. Esta primera ubicación del convento se corresponde con lo que después sería convento de Portaceli y hoy es iglesia de San Martín. Posteriormente en 1643 se trasladaron a un convento en la calle ancha de San Bernardo, esquina con la calle Flor. Este convento estaba destinado a serlo de monjas capuchinas, y había sido fundado teniendo como patronos a Octavio Centurión, marqués de Monasterio y su esposa Baptista Doria, nobles de origen genovés. Este último lo cedió a los dominicos tras el intento infructuoso de fundar un convento capuchino.
En 1834 el convento sería exclaustrado como resultado de la Desamortización de Mendizábal. En 1835 la iglesia del convento fue asignada al Real Cuerpo de Alabarderos como parroquia propia. Después sería destinado a colegio y posteriormente a teatro, bajo el nombre de Teatro del Recreo.
En la actualidad, es heredero del convento, el convento dominico de Nuestra Señora del Rosario de Filipinas situado en la calle del Conde de Peñalver (antes de Torrijos).

## Descripción

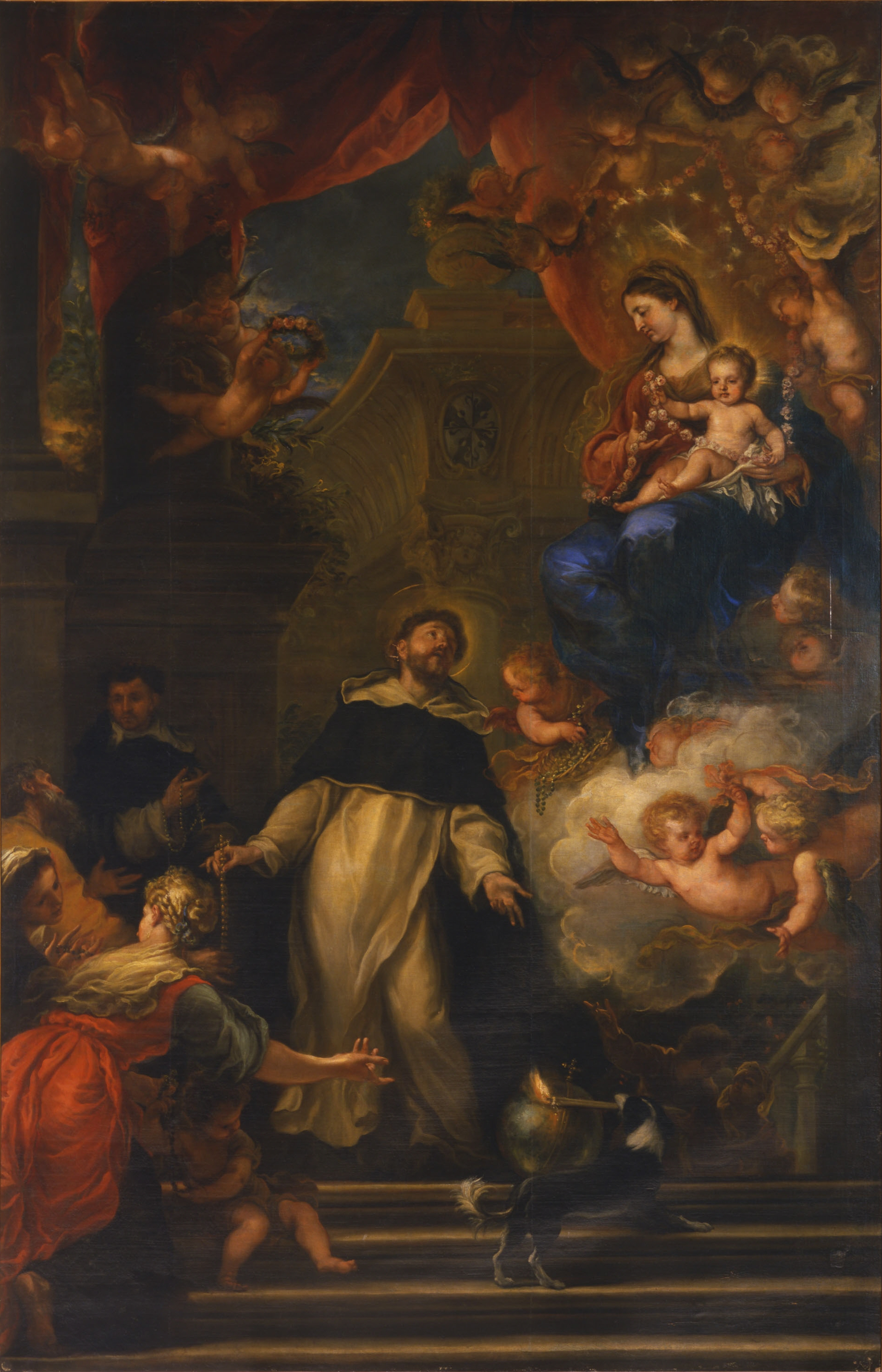
Cuadro de Santo Domingo y la Virgen del Rosario por Claudio Coello anteriormente en el convento (hoy en la RABASF)

La portada de la iglesia era sencilla y según Ponz es la mejor de todas las de esta calle [de San Bernardo] y contaba con tres estatuas dispuestas en sus nichos correspondientes, de la Inmaculada Concepción, San José y San Francisco. Siguiendo a Ponz, en las dos primeras capillas contaba con sendos cuadros de Carducho representando El Sueño de San José y San Antonio de Padua resucitando a un muerto. En el conocido como Altar de Santo Domingo, se encontraba el cuadro de Claudio Coello, Santo Domingo y la Virgen del Rosario.

### Individuales
1. ↑  Real Academia de Bellas Artes de San Fernando. «San Antonio de Padua mandando a un muerto que declarase la inocencia de su padre condenado á horca - Carducho, Vincencio - Diccionario Interactivo Ceán Bermúdez». Diccionario Interactivo Ceán Bermúdez. Consultado el 21 de junio de 2022.